# Cabeções de Vila Prudente
O Grêmio Recreativo Cultural Escola de Samba Cabeções da Vila Prudente é uma escola de samba da cidade de São Paulo.

## História
Durante a década de 1960, surgiu a necessidade de criar um bloco carnavalesco no bairro da Vila Prudente, importante reduto operário da cidade de São Paulo. Em 15 de Novembro de 1968 os irmãos Vitorino e Sérgio Pizzo, juntamente com os irmãos Alécio e Florindo Cavalheiro, juntaram-se a comerciantes e amigos moradores do bairro e criaram o Bloco Carnavalesco dos Cabeções da Vila Prudente, bloco muito animado que tinha até uma sede própria, localizada a Rua Cavour 319, no próprio bairro. O Bloco era tão animado que o próprio prefeito da cidade na época, o sr. Faria Lima, solicitou que o bloco desfilasse por dois dias no carnaval oficial da cidade, no Vale do Anhangabaú, isso apenas com 3 meses após sua fundação oficial.
Fez história no carnaval paulistano no início da década de 1970 como um bloco sólido e empolgante, mas se agigantou tanto que não tinham mais concorrentes a altura para disputar com o "Cabeções". Desta forma, em 1971, desfilou junto as escolas de samba do segundo grupo, não disputando nenhum título. Porém, com esse contratempo, sua diretoria se reuniu e, em 30 de Julho de 1971, oficialmente tornou-se Escola de Samba. Por pertencer a um bairro tipicamente operário, recebeu incentivo de diversas indústrias e comércios da região e desfilou oficialmente como escola no carnaval de 1972, com mais de 300 componentes.
O Cabeções tornou-se conhecido e popular até mesmo no Rio de Janeiro e fora do Brasil. O samba-enredo defendido por Dom Marcos no carnaval de 1981 "Do Iorubá ao reino de Oyó" é lembrado e cantado em muitas rodas de samba cariocas até hoje e foi regravada pelo cantor Leandro Lehart no álbum "Ensaio de Escola de Samba - Ao Vivo", de 2010.
Durante o início da década de 1980, outra escola de samba do bairro, o Príncipe Negro, conversou com sua diretoria para fazer uma fusão das escolas, devido a desentendimentos entre componentes das duas agremiações e dificuldades financeiras para os desfiles. O propósito dessa união era fortalecer as duas entidades e propiciar ao bairro da Vila Prudente uma escola de samba grande e que disputasse os títulos com as demais de igual para igual. Com esse intuito, fundou-se em 11 de Maio de 1982 a União Independente da Vila Prudente, presidida pelo sr. Arcílio Antunes, e que contava com uma mescla das cores e símbolos das duas entidades no pavilhão.
No carnaval de 1984, o interprete Dom Marcos, cria do Cabeções, encantou a Av. Tiradentes com um samba em homenagem a cantora Elis Regina, falecida no ano anterior, intitulado: "Elis Regina, o som da festa eterna desta musa". Entretanto, a União não apresentou um bom desfile, ficando apenas nas posições intermediarias. Já no ano seguinte, em 1985 outro belíssimo samba, mas que infelizmente resultou no descenso da escola. Devido ao resultado negativo, alguns componentes antigos da escola Príncipe Negro deixam a União e se instalam no bairro Cidade Tiradentes, no extremo leste da cidade, reorganizando a agremiação com a denominação de Príncipe Negro da Cidade Tiradentes.
Com o passar dos anos, o bairro deixou de ser operário, e isso refletiu diretamente no comportamento e mentalidade da escola, que encontrou dificuldades em arrecadação de verbas para os desfiles e de componentes para os eventos. Todavia, em meados de 2013 para 2014, os componentes da antiga Cabeções da Vila Prudente retomam os trabalhos, tendo seus ensaios próximos ao metrô Vila Prudente e a Rua Capitão Pacheco e Chaves, no próprio bairro.

## Carnavais
| Ano                                                                                               | Colocação | Grupo | Enredo | Carnavalesco | Intérprete | Ref.          |
| 1970                                                                                              | Campeã | 3 | Carnaval. | | | [ 1 ]         |
| ------------------------------------------------------------------------------------------------- | --- | --- | --- | --- | --- | ------------- |
| 1971                                                                                              | Convidada | Acesso | Brasil, um gigante. | | | [ 2 ]         |
| 1972                                                                                              | 3º Lugar | Acesso | Brasil Independente.                                                                                                   | | | [ 3 ]         |
| 1973                                                                                              | Campeã | Acesso | Dança Folclórica de Quatro Estados.                                                                                    | | | [ 4 ]         |
| 1974                                                                                              | 8º Lugar | Especial | Mar Sem Horizonte | | | [ 5 ]         |
| 1975                                                                                              | 4º Lugar | Acesso | História da Mãe D'Água                                                                                                 | | | [ 6 ]         |
| 1976                                                                                              | 5º Lugar | Acesso | Histórias e Lendas do Rio Grande do Sul                                                                                | | | [ 7 ]         |
| 1977                                                                                              | 6º Lugar | Acesso | As 4 Estações do Ano                                                                                                   | | | [ 8 ]         |
| 1978                                                                                              | Campeã | Acesso | Coroação de Um Rei Negro                                                                                               | | | [ 9 ]         |
| 1979                                                                                              | 12º Lugar | Especial | Década de Ouro | | Eliana de Lima | [ 10 ]        |
| 1980                                                                                              | Campeã | Acesso | Crenças Fantásticas | | | [ 11 ]        |
| 1981                                                                                              | 10º Lugar | Especial | Do Iorubá ao Reino de Oyó                                                                                              | | Dom Marcos | [ 12 ]        |
| 1982                                                                                              | 7º Lugar | Acesso | Quem Não Tem Balangandãs Não Vai Ao Bonfim                                                                             | | | [ 13 ]        |
| Fundiu-se com a Príncipe Negro de Vila Prudente para surgir a União Independente de Vila Prudente | | | | | |               |
| 2016                                                                                              | 8º Lugar | 4-UESP | Cabeções Canta Os Quatro Elementos Naturais Em Verde e Rosa Compositor: Lucas Mascarenhas                              | | Lucas Mascarenhas |               |
| 2017                                                                                              | 9º lugar | 4-UESP | Bahia De Todos Os Santos Por Todos Os Cantos. Compositor: Paulinho Vieira                                              | | Beto Jóia |               |
| 2018                                                                                              | 8º lugar | 4-UESP | Imigrantes E Refugiados - O Sonho de De Um Mundo Sem Fronteiras.                                                       | Comissão de Carnaval                                                                                                   | Everaldo Batata e Paulinho Vieira                                                                                      | [ 14 ]        |
| 2019                                                                                              | 9º Lugar | Bairros 2 | Eu Não Quero Final Feliz, eu Quero ser Feliz a Vida Inteira.                                                           | Thayná Rodrigues e Luana Santos                                                                                        | | [ 15 ] [ 16 ] |
| 2020                                                                                              | 9º Lugar | Acesso 2 de Bairros | Mãe África: A Mãe Negra.                                                                                               | | | [ 17 ]        |
| 2021                                                                                              | Inicialmente adiados para o mês de julho, os desfiles do Carnaval 2021 foram cancelados devido a pandemia de Covid-19. | Inicialmente adiados para o mês de julho, os desfiles do Carnaval 2021 foram cancelados devido a pandemia de Covid-19. | Inicialmente adiados para o mês de julho, os desfiles do Carnaval 2021 foram cancelados devido a pandemia de Covid-19. | Inicialmente adiados para o mês de julho, os desfiles do Carnaval 2021 foram cancelados devido a pandemia de Covid-19. | Inicialmente adiados para o mês de julho, os desfiles do Carnaval 2021 foram cancelados devido a pandemia de Covid-19. | [ 18 ]        |
| 2022                                                                                              | 11º Lugar | Acesso 2 de Bairros | Água… O Sangue Da Terra, Essência Da Vida.                                                                             | Comissão de Carnaval                                                                                                   | | [ 19 ] [ 20 ] |
| 2023                                                                                              | 10º Lugar | Acesso 3 de Bairros | Superação, amor e paz, Cabeções canta Thobias da Vai Vai                                                               | | | [ 21 ]        |
| 2024                                                                                              | 9º Lugar | Acesso 3 de Bairros | 75 anos o Pavilhão Azul e Branco                                                                                       | Guilherme Sodré | Edmar Salgueiro | [ 22 ]        |
| 2025                                                                                              | 6º Lugar | Acesso 3 de Bairros | Do Iorubá ao Reino de Oyó (Reedição do enredo de 1981) Compositor: Dom Marcos.                                         | João Sane Malagutti | Dom Júnior |               |
| 2026                                                                                              | | Acesso 3 de Bairros | SARAVÁ! O Povo de Branco Saúda o Rei de Ketu e o Povo da Mata.                                                         | João Sane Malagutti | --- |               |